# Theodor Förster
Pour les articles homonymes, voir Förster.
Theodor Förster (15 mai 1910-20 mai 1974) est un physico-chimiste allemand.

## Travaux
- Förster, Theodor: Fluoreszenz organischer Verbindungen, Göttingen, Vandenhoeck & Ruprecht, 1950 – Unveränd. Nachdr. d. 1. Aufl., im Literaturverz. erg. um spätere Veröff. d. Autors. Göttingen, Vandenhoeck & Ruprecht, 1982 –  (ISBN 3-525-42312-8)

## Sources
- A. Weller, Nachruf auf Theodor Förster. In: Berichte der Bunsengesellschaft für Physikalische Chemie 78 (1974), p. 969 [avec portrait].
- George Porter, Some reflections on the work of Theodor Förster. In: Die Naturwissenschaften 63 (1976) 5, p. 207–211.